# Миронова Світлана Петрівна
Світла́на Петрі́вна Миро́нова (нар. 6 липня 1963 року, Пологи) — педагог, доктор педагогічних наук (2008), професор (2008). 

## Біографічні дані
Народилася 6 липня 1963 року в Пологах.У 1988 році закінчила Київський педагогічний інститут. Відтоді працює у Кам'янець-Поділському університеті: з 2009 по 2011 — завідувач кафедри педагогіки і методики дошкільної освіти, з 2011 року — завідувач кафедри корекційної педагогіки та інклюзивної освіти. З червня 2021 року — проректор з наукової роботи. 

## Наукова робота
Проводить наукові дослідження олігофренопедагогіки, корекційної педагогіки, дефектології, інклюзивної освіти.
Авторка та співавторка понад 300 наукових праць, серед яких 9 монографій, 4 підручники, 22 навчальних і навчально-методичних посібників, статті у міжнародних збірниках наукових праць, виданих за кордоном тощо.
Посібник Миронової С. П. «Нова українська школа: особливості організації освітнього процесу учнів початкової школи в інклюзивних класах: навчально-методичний посібник» виданий у Тернополі видавництвом «Астон» у 2020 році рекомендовано Міністерством освіти і науки України як методичне видання для вчителів закладів загальної середньої освіти і опубліковано накладом 51401 примірників.
Під її керівництвом захищено 10 кандидатських дисертацій зі спеціальності — корекційна педагогіка, 3 дисертації доктора філософії зі спеціальності — спеціальна освіта.

### Основні праці
За ЕСУ:
- Олігофренопедагогіка. Компактний навчальний курс: навч. посіб. — Кам'янець-Подільський, 2008;
- Корекційна психопедагогіка(інші мови): підруч. — К., 2009. Ч. 2 (співавтор);
- Методика корекційної роботи при порушеннях пізнавальної діяльності: підруч. — Кам'янець-Подільський, 2014;
- Інклюзивна освіта: теорія та практика: навч. посіб. — Кам'янець-Подільський, 2014 (співавтор);
- Корекційна психопедагогіка. Олігофренопедагогіка: підруч. — Кам'янець-Подільський, 2015[1].

## Нагороди
- Медаль «За трудову доблесть» (1986)[3];
- Почесна Грамота МОН України (1998);
- Почесна Грамота Кам'янець-Подільського державного університету — «за заслуги перед навчальним закладом, вагомі результати у науковій, навчальній, методичній роботі, високу професійну майстерність» (2003);
- Почесна грамота Хмельницької обласної державної адміністрації (2008);
- Дипломи Кам'янець-Подільського національного університету імені Івана Огієнка за визначні наукові досягнення (2010—2018);
- Грамота Кам'янець-Подільської районної державної адміністрації (2010);
- Грамота Кам'янець-Подільської міської ради (2010);
- Грамоти виконавчого комітету Кам'янець-Подільської міської ради (2012, 2013, 2014);
- Грамота Хмельницької обласної ради (2012); Подяка Хмельницької обласної ради (2023);
- Нагрудний знак МОН «Василь Сухомлинський» (2015);
- Відзнака «За заслуги перед Хмельниччиною» (2016);
- Грамота Верховної Ради України «За заслуги перед українським народом» (2017);
- відзнака НАН України «За підготовку наукової зміни» (2019);
- Нагрудний знак «За державницьку позицію» (2023);
- Грамота адміністрації та профкому працівників КПНУ ім. І. Огієнка (2023)[2].